# Jozef Pantaleón Roškovský
Jozef Pantaleón Roškovský, také Pantaleon Roszkovský (10. března 1734 Stará Ľubovňa – 27. března 1789 Pešť) byl slovenský varhaník, hudební skladatel a hudební teoretik.

## Život
Jozef Roškovský pocházel z hudební rodiny. Jeho otec byl varhaníkem ve Staré Ľubovni. Studoval na piaristickém gymnáziu v Podolínci a filozofii na univerzitě v Trnavě. Byl dobrý zpěvák a naučil se hrát na varhany, housle a na trubku. 8. listopadu 1755 vstoupil do františkánského řádu. Noviciát absolvoval v klášteře Sv. Kataríny u Trnavy. Od roku 1757 studoval teologii v Pešti. V roce 1759 byl v Trnavě vysvěcen na kněze a do roku 1761 pokračoval ve studiu teologie v Bratislavě. Působil v řadě klášterů mariánské provincie (Nové Zámky, Bratislava, Trnava, Pešť) jako ředitel kůru, varhaník a hudební pedagog.

## Dílo
Raškovský se zabýval výhradně duchovní hudbou. Sbíral, upravoval a komponoval liturgické zpěvy: mše, ofertoria, vespery, antifóny, litanie, Tota pulchra, Stella coeli, Tantum ergo, Rorate coeli, árie o světcích apod. Sebrané i vlastní skladby uveřejnil v několika sbornících, které obsahují více než 700 skladeb. Sborníky mají vysokou uměleckou i historickou hodnotu, neboť dokumentují vývoj církevní hudby od středního baroka až po raný klasicismus.
Pracoval i na návrhu hudební reformy v Mariánské provincii, jejíž součástí se měly sborníky stát. Pro přílišnou náročnost však byl jeho návrh odmítnut.

### Sborníky
- Cymbalum jubilationis
- Musaeum Pantaleonianum
- Jubilus Seraphicus
- Lyturgia franciscana
- Hesperus choralis
- Harmónia Seraphica
- Cantica Dulcisona Mariano-Seraphic

### Vlastní skladby
- 5 mší z let 1758-1761 (Missa Solemis byla původně připisována Haydnovi)
- Regina Coeli laetare (Raduj se, nebes Královno, antifona z období před r. 1758)
- Offertorium de Resurrectione D. N. J. C. (Ofertorium k slavnosti Zmrtvýchvstání)
- Vesperae Bacchanales (Bakchantské nešpory, 1768-1769, masopustní parodie)
- několik menších vokálních, varhanních a cembalových skladeb